# Cem Üstündag
Cem Üstündag (Schwaz, 20 gennaio 2001) è un calciatore austriaco, centrocampista del Kasımpaşa.

## Carriera
Üstündag è cresciuto nel settore giovanile del WSG Tirol, con cui ha firmato un contratto professionistico nel 2022. Ha debuttato in prima squadra il 15 luglio 2022 nell'incontro di ÖFB-Cup vinto 3-1 contro il Neusiedl/See.

## Statistiche

### Presenze e reti nei club
Statistiche aggiornate al 2 marzo 2024.
| Stagione        | Squadra         | Campionato      | Campionato | Campionato | Coppe nazionali | Coppe nazionali | Coppe nazionali | Coppe continentali | Coppe continentali | Coppe continentali | Altre coppe | Altre coppe | Altre coppe | Totale | Totale | Totale |
| Stagione        | Squadra         | Comp            | Pres       | Reti       | Comp            | Pres            | Reti            | Comp               | Pres               | Reti               | Comp        | Pres        | Reti        | Pres   | Reti   |        |
| --------------- | --------------- | --------------- | ---------- | ---------- | --------------- | --------------- | --------------- | ------------------ | ------------------ | ------------------ | ----------- | ----------- | ----------- | ------ | ------ | ------ |
| 2020-2021       | WSG Tirol II    | RL              | 14         | 0          |                 | -               | -               |                    | -                  | -                  |             | -           | -           | 14     | 0      |        |
| 2021-2022       | WSG Tirol II    | RL              | 30         | 2          |                 | -               | -               |                    | -                  | -                  |             | -           | -           | 30     | 2      |        |
| 2022-2023       | WSG Tirol II    | RL              | 17         | 2          |                 | -               | -               |                    | -                  | -                  |             | -           | -           | 17     | 2      |        |
| 2022-2023       | WSG Tirol       | BL              | 6          | 0          | CA              | 1               | 0               |                    | -                  | -                  |             | -           | -           | 7      | 0      |        |
| 2023-2024       | WSG Tirol       | BL              | 19         | 0          | CA              | 1               | 0               |                    | -                  | -                  |             | -           | -           | 20     | 0      |        |
| Totale carriera | Totale carriera | Totale carriera | 86         | 4          |                 | 2               | 0               |                    | -                  | -                  |             | -           | -           | 88     | 4      |        |